# Lluís Mestre i Rexach
Lluís Mestre i Rexach (Olost, 18 d'octubre de 1919 - Tortosa, 23 de setembre de 1988). Periodista i editor tortosí. Va ser el director de Ràdio Tortosa des de 1948 fins a 1985. Segons Ramon Miravall, Mestre va ser l'alma mater de la creació del Centre Emissor de Caro. També va ser el director de La Veu del Baix Ebre des de 1976 fins a l'estiu de 1983, després del qual any, va continuar col·laborant en la seua redacció fins a la seua mort i cap del Patronato Local de Prensa de la ciutat de Tortosa.
Fundà l'editorial Dertosa i publicà nombroses reedicions tortosines, de les quals destaquen Los Col·loquis de la insigne ciutat de Tortosa de Cristòfol Despuig i Recordances de Vergès i Zaragoza. També va impulsar la reedició i estudi del seu iaio Francesc Mestre i Noè, com la reedició de la Biografia de Jaume Tió i Noè, en el llibre de Francesc Mestre i Noè: Temps, vida i obres del polígraf D. Jaume Tió i Noé. (1816-1844) o el recull d'articles de Francesc Mestre i Noè en Les Contalles Crepusculars Tortosines].